# Antheuil-Portes

Antheuil-Portes este o comună în departamentul Oise, Franța. În 1 ianuarie 2022 avea o populație de 410 de locuitori.